# KDE 2
KDE 2 byla druhá série desktopového prostředí KDE založená na Qt 2, ve které byla tři významná vydání.

## Nejvýznamnější změny
S KDE 2 byla do KDE uvedena podstatná technologická vylepšení.
- DCOP (Desktop COmmunication Protocol) – komunikační protokol pro jednotlivé klienty zprostředkovávaný serverem přes standard knihovny X11 ICE.

- KIO – knihovna, která poskytuje aplikacím přístup k souborům, webovým stránkám a jiným vzdáleným objektům pomocí jediného rozhraní API. Podporuje protokoly HTTP, FTP, POP, IMAP, NFS, SMB, LDAP a lokální soubory. Je navržena tak, aby umožňovala vývojářům přidat další protokoly (jako je WebDAV). KIO handlery umožňují pro specifický MIME typ souboru najít vestavěnou KParts komponentu.

- KParts – objektový model komponent, umožňuje aplikaci vestavět do sebe část jiné aplikace.

- KHTML – renderovací jádro, které podporuje například JavaScript, Javu, HTML 4.0, CSS 2 a SSL. Je kompatibilní s Netscape pluginy jako je Flash. Komponenta KHTML může být také použita skrze technologii KParts.

## KDE 2.0
Byl uveden Konqueror jakožto webový prohlížeč, správce souborů a prohlížeč dokumentů pro KDE 2. Používá KHTML pro zobrazování webových stránek.
S KDE 2 přichází také první vydání balíku KOffice, které sestává z tabulkového procesoru KSpread, vektorového kreslícího programu KIllustrator, textového editoru KWord, programu pro tvorbu prezentací KPresenter a aplikace pro tvorbu grafů a diagramů KChart. Nativní formáty souborů jsou založené na XML. KOffice má skriptovací jazyk a umí použít komponenty KParts.

## KDE 2.1
S vydáním KDE 2.1 přichází modulárně navržený přehrávač médií Noatun a pro vývojáře prostředí KDevelop.

## KDE 2.2
Vydání KDE 2.2 přineslo až 50% zrychlení startu aplikací na systémech GNU/Linux a zvýšilo stabilitu a schopnosti renderování HTML a JavaScriptu. Pro Konqueror přibylo množství nových pluginů. Aplikaci KMail byla přidána podpora IMAP (včetně SSL a TLS). KOrganizer dostal nativní podporu formátu iCalendar. Další vylepšení se týkala nové architektury tisku založené na zásuvných modulech a průvodce nastavením.

## Kalendář vydání
| Datum             | Událost                                |
| 2.0               | 2.0                                    |
| ----------------- | -------------------------------------- |
| 23. říjen 2000    | vydáno KDE 2.0                         |
| 5. prosinec 2000  | 2.0.1 (opravné vydání)                 |
| 2.1               |                                        |
| 26. únor 2001     | vydáno KDE 2.1                         |
| 27. březen 2001   | 2.1.1 (opravné vydání)                 |
| 30. duben 2001    | 2.1.2 (opravné vydání, pouze kdelibs). |
| 2.2               |                                        |
| 15. srpen 2001    | vydáno KDE 2.2                         |
| 19. září 2001     | 2.2.1 (opravné vydání)                 |
| 21. listopad 2001 | 2.2.2 (opravné vydání)                 |